# Julio Peris Brell

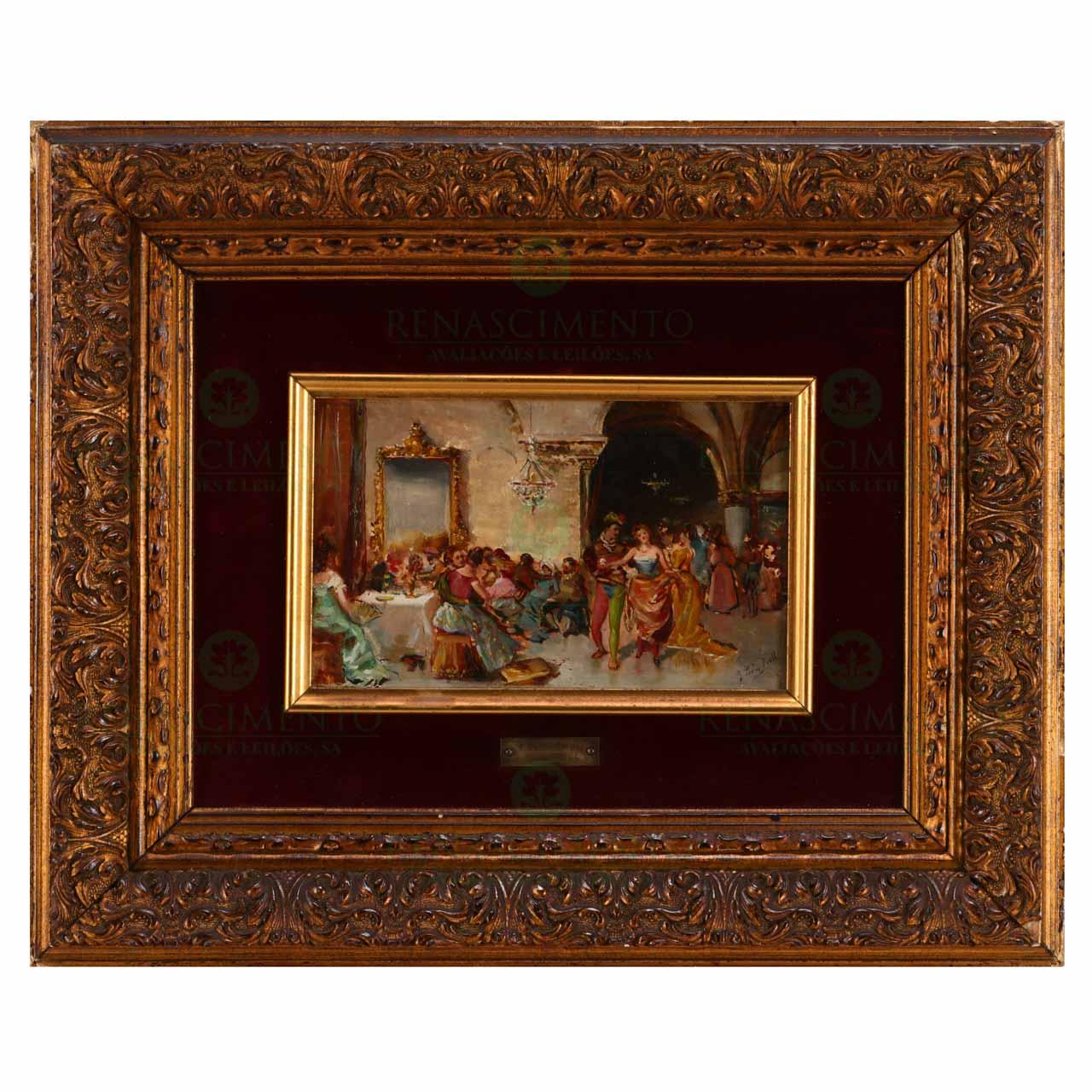
Julio Peris Brell (1866-1944), ESCENA DE BOLA Óleo sobre tabla. Firmado. Dim.: 15x24 cm.

Julio Peris Brell (29 de enero de 1866 - 19 de diciembre de 1944) fue un pintor valenciano que nació en la calle de En Bany de Valencia, en una familia de tradición liberal, de la pequeña burguesía. Su pintura se caracteriza por su dominio para analizar y traducir plásticamente los distintos matices lumínicos, en especial en los géneros del paisaje, el retrato y los bodegones.

## Vida
Comienza sus estudios de Bellas Artes en 1876. En 1882, fue nombrado secretario de la sección de socios pintores del Ateneo Científico, Literario y Artístico de Valencia. Terminó sus estudios de Bellas Artes en 1884, fijándose como meta la dedicación exclusiva a la pintura, al margen de la docencia. En 1886 fue nombrado socio numerario del Ateneo, propuesto por los pintores Ignacio Pinazo Camarlench, José Navarro Llorens y Honorio Romero Orozco.
En 1890 presenta la obra “La fe del bautismo” en la Exposición Nacional de Bellas Artes de Madrid. Conoce a los hermanos Ricardo y Pío Baroja, con quienes mantiene una larga amistad. 
Tras la creación del Círculo de Bellas Artes de Valencia, en 1894, participa activamente en las actividades junto al pintor Joaquín Agrasot, concurriendo a las primeras exposiciones de la entidad.
Casi toda la producción de Peris Brell a finales del siglo XIX estuvo dirigida al mercado catalán. En el año 1897 presenta la pintura La Fuente a la Exposición Nacional de Bellas Artes de México, siendo adquirida por la Escuela Nacional de Bellas Artes de México. Participa también en varias exposiciones organizadas por la Academia de Bellas Artes de Cádiz y la junta de la Exposición de Bellas Artes de Murcia. Es elegido vicesecretario de la junta directiva del Círculo de Bellas Artes de Valencia.
En 1900 es nominado por sus compañeros y elegido por unanimidad para el cargo de presidente de la Sección de Clase del Círculo de Bellas Artes de Valencia. El mismo año interviene en la decoración de la escalinata del palacete de Don José Ayora, en compañía de Ignacio Pinazo, Antonio Fillol, Ricardo Verde y Luis Beüt. Realiza la pintura titulada ‘‘Brindis’’. Un año después concurre a la Exposición Nacional de Bellas Artes con la pintura titulada ‘’Mi madre’’.
Contrae matrimonio con Inocencia Blanco Gimeno en 1901, viuda y madre de tres hijos: Amparo, Salvadora y Tomás. Dos años después nace su primera hija, Julia. En 1909 nacen las mellizas Mª Ana y Vicenta. El mismo año es elegido bibliotecario de la Escuela Moderna.
El año 1911 comienza una esporádica colaboración gráfica en la revista ‘’Letras y Figuras’’. Se incorpora al nuevo Círculo de Bellas Artes en 1912, tras la superación en la entidad de la escisión de un grupo de artistas. Interviene en los actos de homenaje a Ignacio Pinazo. En 1913 es nombrado presidente de la sección de veladas y fiestas del Círculo de Bellas Artes. Un año después asciende a presidente de la sección de Pintura del Círculo de Bellas Artes.
El año 1916 fallece José Benlliure Ortiz, con cuya familia se halla estrechamente vinculado. En 1919 fallece su gran amigo Joaquín Agrasot.
La pintura costumbrista, que había arraigado en los años centrales del siglo XIX y principios del XX, cobra matices nuevos con la influencia de Vicente Blasco Ibáñez en el mundo del arte, quizás potenciando con sus novelas otra mirada del mundo rural que da la del costumbrismo estático. Pero Peris Brell impregna de paisajismo todas las composiciones de un sutil matiz costumbrista, pinta con un estilo de factura rápida pero consciente, ya que apunta con precisión al detalle del cuadro, dando así un efecto a la retina del espectador.
El año 1923 presenta 31 obras en la exposición ‘’Manifestación de Arte Valenciano’’, celebrada en el palacio del Buen Retiro de Madrid, dedicándosele toda una sala. El 10 de agosto fallece su amigo y maestro Joaquín Sorolla.
En 1924 presenta a la Exposición Nacional de Bellas Artes, con las obras ‘’A plena luz’’ y ‘’Barraca valenciana’’. Participa en la Exposición de Artistas Españoles, organizada en Buenos Aires en 1925 por Alejandro Pardiñas Cabré.
Comienza a participar regularmente en la sala Imperium desde el año 1926, la primera galería de exposiciones de pintura, escultura y arte decorativo, de carácter estable en Valencia, aparte de la del Círculo de Bellas Artes. El 6 de diciembre un grupo de amigos le tributan un homenaje en las Termas Victoria.
En 1928 la Real Academia de Bellas Artes de San Carlos lo elige académico de número. Obtiene un gran éxito en las exposiciones organizadas por el Círculo de Bellas Artes, así como en la exposición "Pintura Catalana de Grandes Maestros del siglo XIX" (Pintura Catalana de Grans Mestres del segle XIX) organizada en Barcelona por Galerías Layetanas en 1931. El mismo año, la Diputación Provincial de Valencia le nombra jurado para las oposiciones de la pensión de pintura.
Durante el año 1933 concurre a la "Exposición de Artistas Valencianos Reunidos" (Exposició de Artistes Valencians Reunits), organizada por la galería Emporium, así como la tradicional exposición de la Feria de Julio, organizada por el Círculo de Bellas Artes y a la exposición de pintura y escultura organizada por la Federación Industrial y Mercantil.
Participa en la Exposición Regional de Bellas Artes de 1934. Este mismo año vuelve a ser nombrado miembro tribunal para la pensión de pintura convocada por la Diputación Provincial de Valencia.
Concurre con señalado éxito, de parte del público y de la crítica, a la III Exposición Regional de Bellas Artes (1935) organizada por el Círculo de Bellas Artes y patrocinada por el Ayuntamiento de Valencia. Por votación popular le es concedida la medalla del diario ‘’La Voz Valenciana’’.
Concurre a la Exposición Pro Milicias, en el claustro de la Universidad Literaria, organizada por Alianza de Intelectuales en Defensa de la Cultura en 1936 y patrocinada por el Ateneo Popular.
La galería Prat organiza en su honor una exposición antológica de sus obras en 1943. En 1944 concurre a la Exposición de Flores y Bodegones, organizada por el círculo de Bellas Artes y a la colectiva de pintores en la Sala Mateo. El 19 de diciembre fallece en su domicilio de la Calle Císcar en Valencia.